# Siennica (gromada)
Siennica – dawna gromada, czyli najmniejsza jednostka podziału terytorialnego Polskiej Rzeczypospolitej Ludowej w latach 1954–1972.
Gromady, z gromadzkimi radami narodowymi (GRN) jako organami władzy najniższego stopnia na wsi, funkcjonowały od reformy reorganizującej administrację wiejską przeprowadzonej jesienią 1954 do momentu ich zniesienia z dniem 1 stycznia 1973, tym samym wypierając organizację gminną w latach 1954–1972.
Gromadę Siennica z siedzibą GRN w Siennicy utworzono – jako jedną z 8759 gromad na obszarze Polski – w powiecie mińskim w woj. warszawskim, na mocy uchwały nr VI/10/7/54 WRN w Warszawie z dnia 5 października 1954. W skład jednostki weszły obszary dotychczasowych gromad Bestwiny, Gągolina, Kośminy (z wyłączeniem miejscowości Chełst), Siennica, Stara Siennica, Starawieś, Siennica Poduchowna i Zalesie oraz miejscowość Nowodwór z dotychczasowej gromady Nowe Zalesie ze zniesionej gminy Siennica w tymże powiecie. Dla gromady ustalono 21 członków gromadzkiej rady narodowej.
29 lutego 1956 do gromady Siennica przyłączono wieś Dłużew z gromady Żaków w tymże powiecie.
31 grudnia 1959 do gromady Siennica przyłączono obszar zniesionej gromady Żaków, a także wsie Borówek i Chełst ze znoszonej gromady Grzebowilk oraz wieś Majdan ze znoszonej gromady Starogród w tymże powiecie.
31 grudnia 1961 do gromady Siennica włączono obszar zniesionej gromady Nowy Zglechów oraz wsie Dąbrowa, Krzywica, Nowa Pogorzel, Nowe Zalesie, Pogorzel, Strugi Krzywickie i Wojeciechówka ze zniesionej gromady Pogorzel w tymże powiecie. Tego samego dnia z gromady Siennica wyłączono de iure wieś Nowodzielnik, włączając ją do znoszonej gromady Kiczki w tymże powiecie – zmiana, z której ostatecznie zrezygnowano na mocy Uchwały Nr IV-19/61.
31 grudnia 1962 do gromady Siennica przyłączono wieś Julianów I z gromady Cielechowizna w tymże powiecie
Gromada przetrwała do końca 1972 roku, czyli do kolejnej reformy gminnej. 1 stycznia 1973 w powiecie mińskim reaktywowano gminę Siennica.